# بنیادآباد
روستای بنیاد آباد روستایی است در استان اردبیل شهرستان کوثر بخش مرکزی دهستان سنجبد شمالی. در سر شماری سال ۲۰۰۶ جمعیت روستا برابر با ۵۲۲ نفر در ۹۵ خانوار است. زبان اهالی این روستا ترکی آذربایجانی می‌باشد.

## جمعیت
بر اساس سرشماری سال ۱۳۸۵ جمعیت این روستا ۵۲۲ نفر با ۹۵ خانوار بوده است.